# Sint-Bavokerk (Baaigem)
De Sint-Bavokerk in de Belgische deelgemeente Baaigem is een kerkgebouw toegewijd aan Bavo. Deze Sint-Bavokerk is een van de oudste van de streek, omgeven door een kerkhof. Het is een uniek voorbeeld van een kerk met twee beuken met authentieke oude delen en een uitbreiding in neogotiek uit het begin van de 20e eeuw.

## Bouwgeschiedenis
De kerk werd voor het eerst rond 1020 vermeld in een brief van de abt van de Sint-Baafsabdij aan Otgiva van Luxemburg, gravin van Vlaanderen. De kerk was een deel van de villa Badengem en eerder door graaf Arnulf I van de abdij ontnomen. De toewijding aan Bavo moet in dat verband worden gezien. Het patronaatsrecht kwam in 1096 onder impuls van de bisschop van Kamerijk in handen van de Sint-Pietersabdij in Dikkelvenne die later werd verplaatst en uitgroeide tot de Sint-Adriaansabdij in Geraardsbergen. Nog later schonk Kamerijk dat recht aan de Abdij van Anchin.
De eerste kerk was amper 10,5 m lang en 7,10 breed, gebouwd in romaanse stijl, aan het einde van 10e - begin 11e eeuw. In de noordgevel stond een deur die toegang gaf tot de enige beuk, verlicht door drie kleine rondboogvensters. Het priesterkoor was 6 bij 3 m groot. In de 13e eeuw kreeg het schip een verlenging naar het westen van 6 m en een nieuwe vroeggotische westgevel. Hoogstwaarschijnlijk werd toen ook het koor vergroot waarvan men de vloer in 1912 terugvondt. 
Een nieuwe vervanging van het koor in de 15e eeuw met Balegemse steen voorzien van een venster met tracering volgde in de 15 eeuw. In de 14e of 15e eeuw werd op het oostelijk deel van de beuk een vieringtoren gebouwd. De dwarsbeuk stamt waarschijnlijk uit de 16e eeuw en gaf de kerk de vorm van een Latijns kruis. Beeldenstormers in de 16e eeuw hadden het vooral op het interieur van de kerk gemunt. De vernielingen werden door de abdij van Anchin eerst in het begin van de 17e eeuw aangevat. Aanpassingen tussen 1616 en 1623 gaven de toren zijn huidig uitzicht. Op het einde van de 18e eeuw plaatste men een stucplafond, lambrisering en meubilair.

### Vanaf de 19e eeuw
De bevolkingsaangroei zorgde ervoor dat er reeds in 1840 plannen waren om de kerk te vergroten. Architect Edmond de Perre-Montigny kreeg in 1875 de opdracht om het kerkgebouw te restaureren en een nieuwe sacristie te bouwen. Nieuwe uitbreidingsplannen kwamen er in 1908 op initiatief van pastoor Van de Voorde die vorm kregen via architect Hendrik Geirnaert. De Koninklijke Commissie voor Monumenten en Landschappen keurde het in 1911 goed omdat dit plan het bestaande deel van de kerk respecteerde. Hetzelfde jaar werd met de verbouwingen gestart. De zuidelijke muur van de oude beuk, het zuidelijk gedeelte van de dwarsbeuk en de sacristie werden gesloopt. Een beuk in neogotische stijl met koor en het heropgebouwde zuidelijk deel van de dwarsbeuk waren klaar in 1913. De noordgevel van de dwarsbeuk kreeg romaanse vensters om geen stijlbreuk te veroorzaken. Het oude koor kreeg opnieuw spitsboogvensters en het grote spitsboogvenster in de oostelijke muur werd vermoedelijk dan opnieuw geopend en voorzien van traceerwerk.
Het interieur kreeg een grondige aanpassing waarbij de muren van het pleister werden ontdaan, het stucplafond, de lambrisering en de portiekaltaren verwijderd. De oorspronkelijke mozaïekvloer werd ontdekt toen de bestaande vloer werd uitgebroken. Die zou voor een gedeelte naar een museum in Gent zijn gebracht. Op 23 juni 1913 zegende bisschop Antoon Stillemans de kerk in. Omdat de uitbreiding van de kerk een deel van het kerkhof had ingenomen, werd het uitgebreid achter de kerk en opnieuw ingezegend in 1913.

### De kerk in de 21e eeuw
In 2011 kwam een moerbalk naar beneden waardoor men verplicht was om de noordelijke beuk af te sluiten. Anno 2017 is de schade nog niet hersteld. Half 2017 zou de kerk gesloten worden en zoekt men een nieuwe bestemming. In de regio zouden enkel nog de kerk in Merelbeke en in Gavere geopend blijven voor erediensten.

## Afbeeldingen

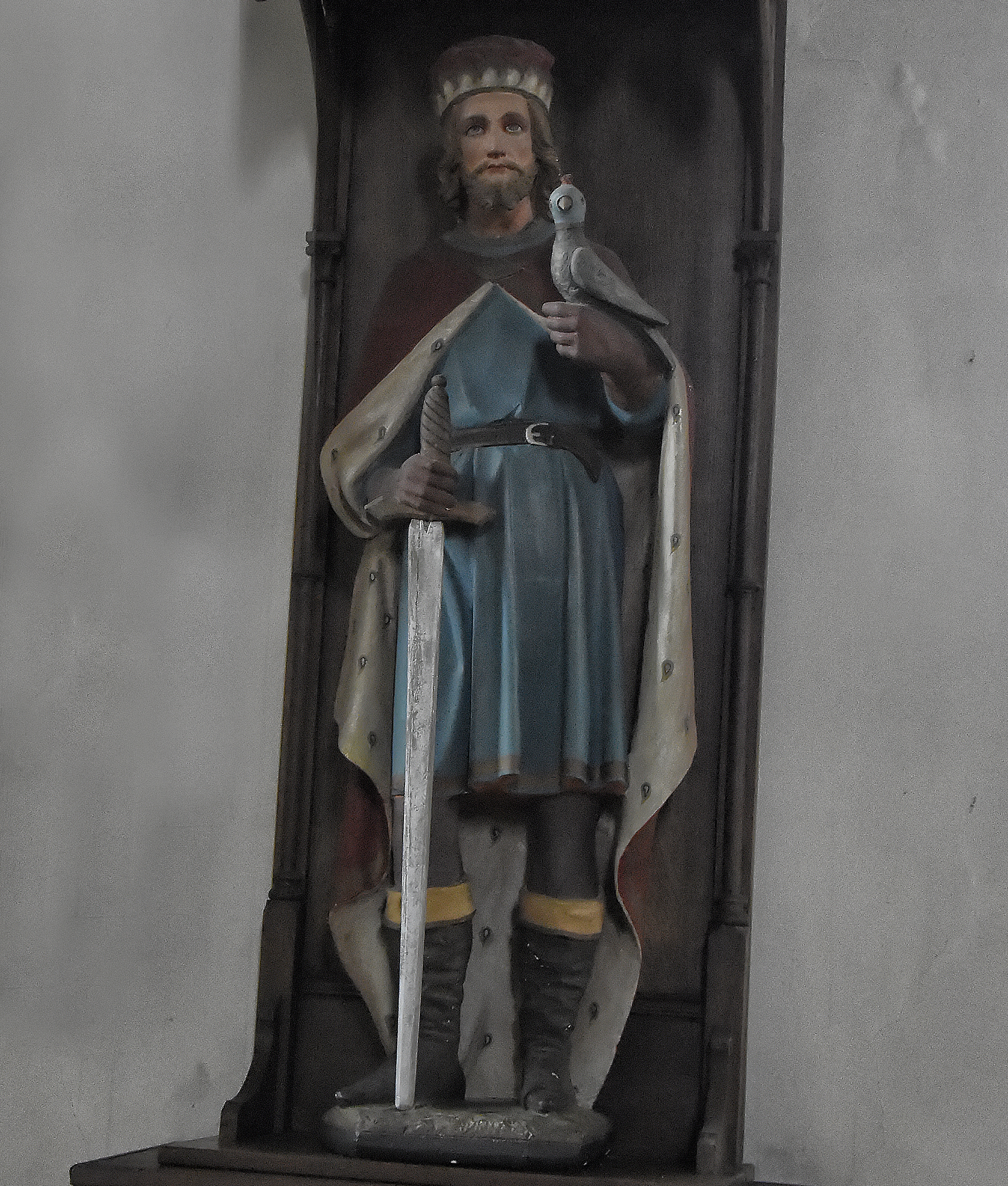
Bavo (19e eeuw - gepolychromeerd hout)
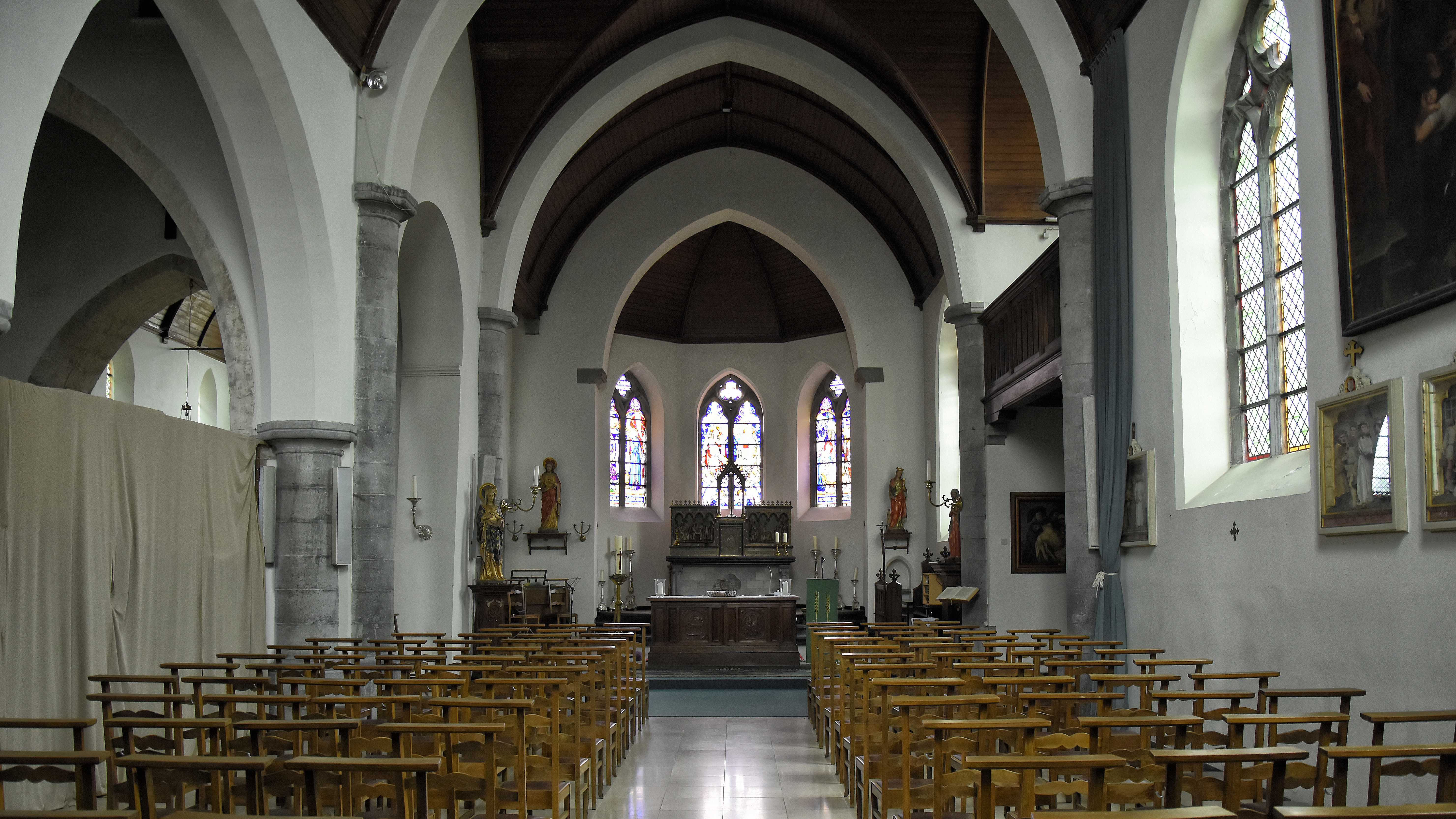
Neogotisch schip en koor aan de zuidzijde
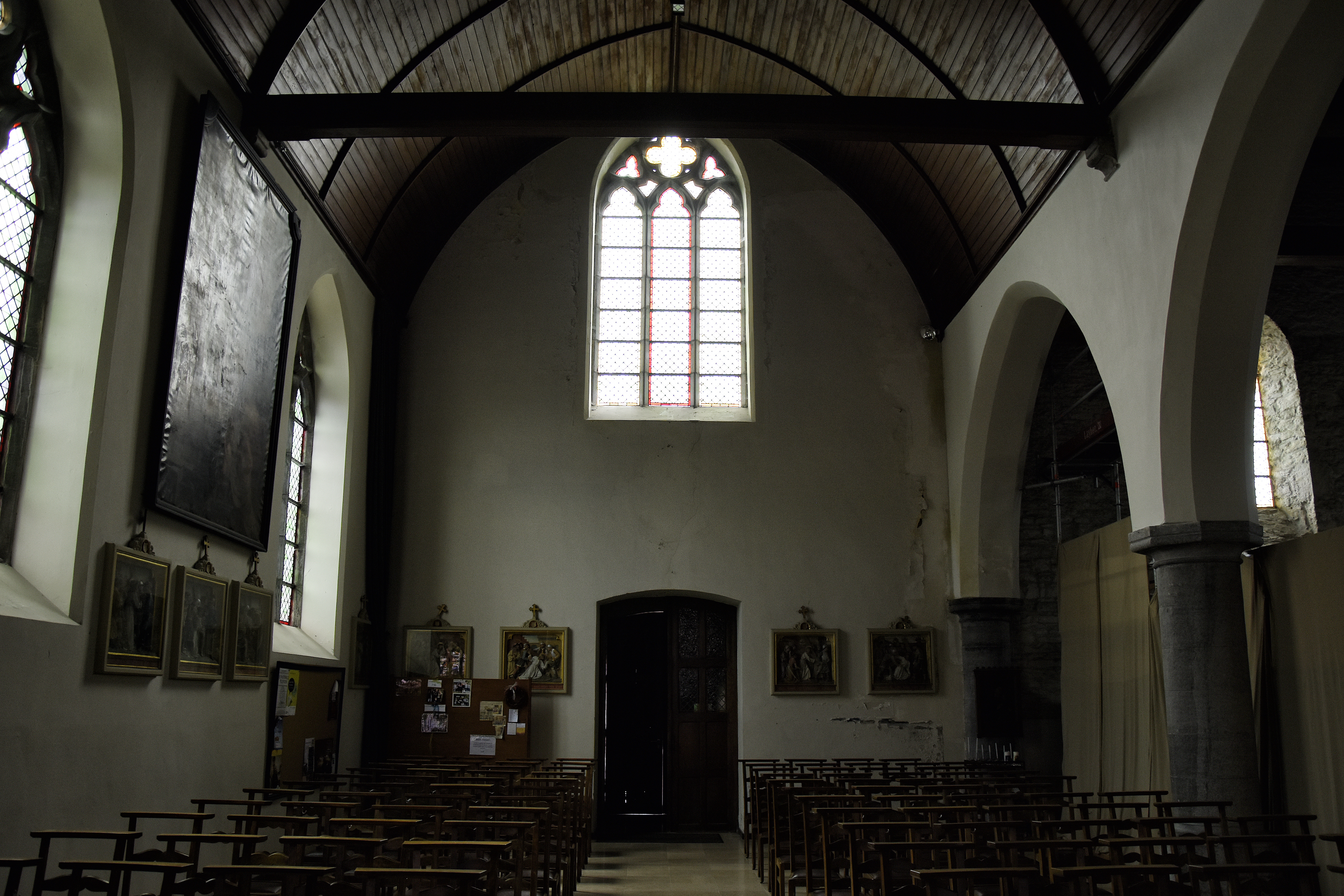
Achterzijde van het neogotisch schip
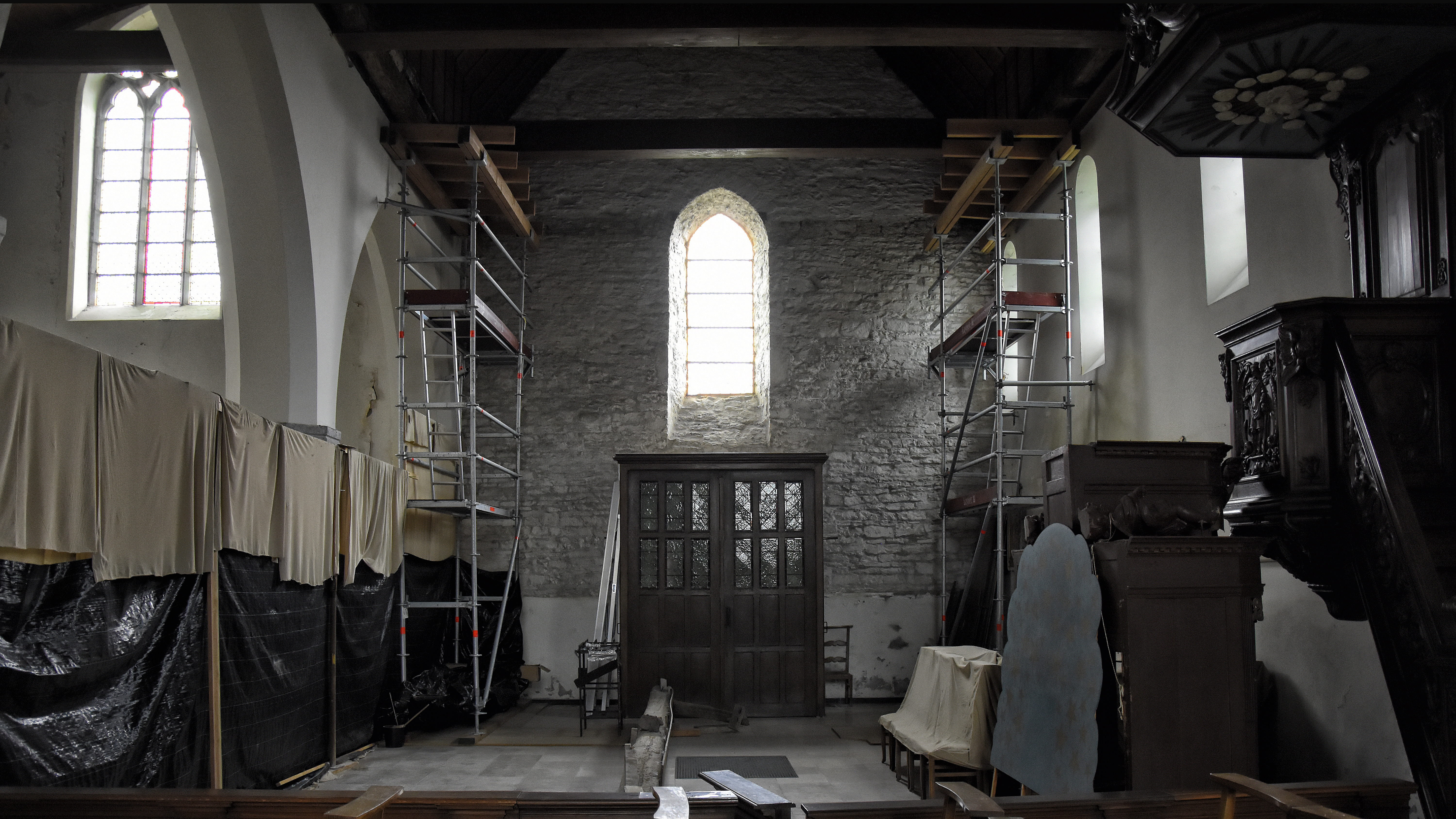
Oudste beuk met achteraan de vroeggotische westgevel en de neergestorte moerbalk op de vloer
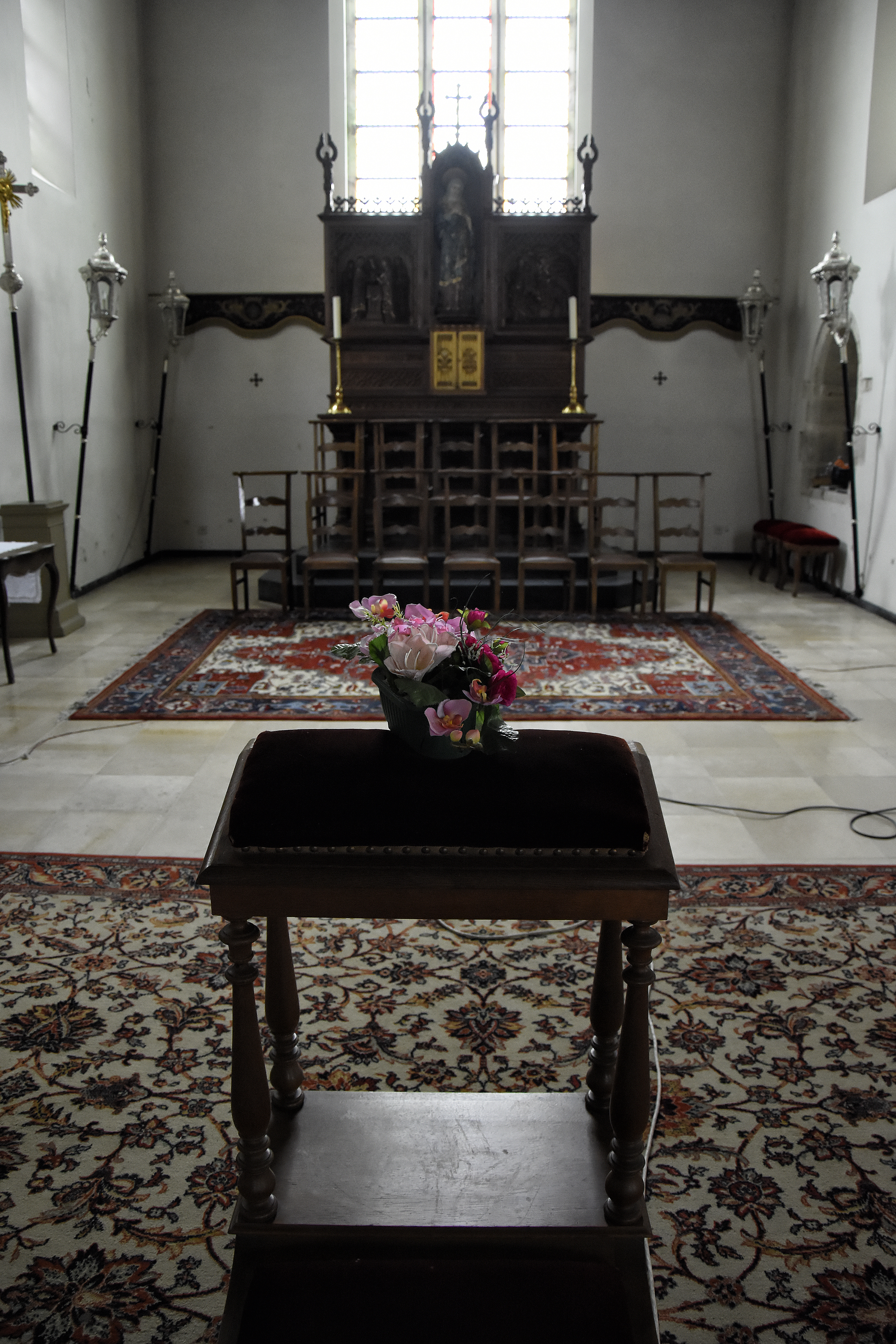
Het vergrote koor uit de 15e eeuw met altaar
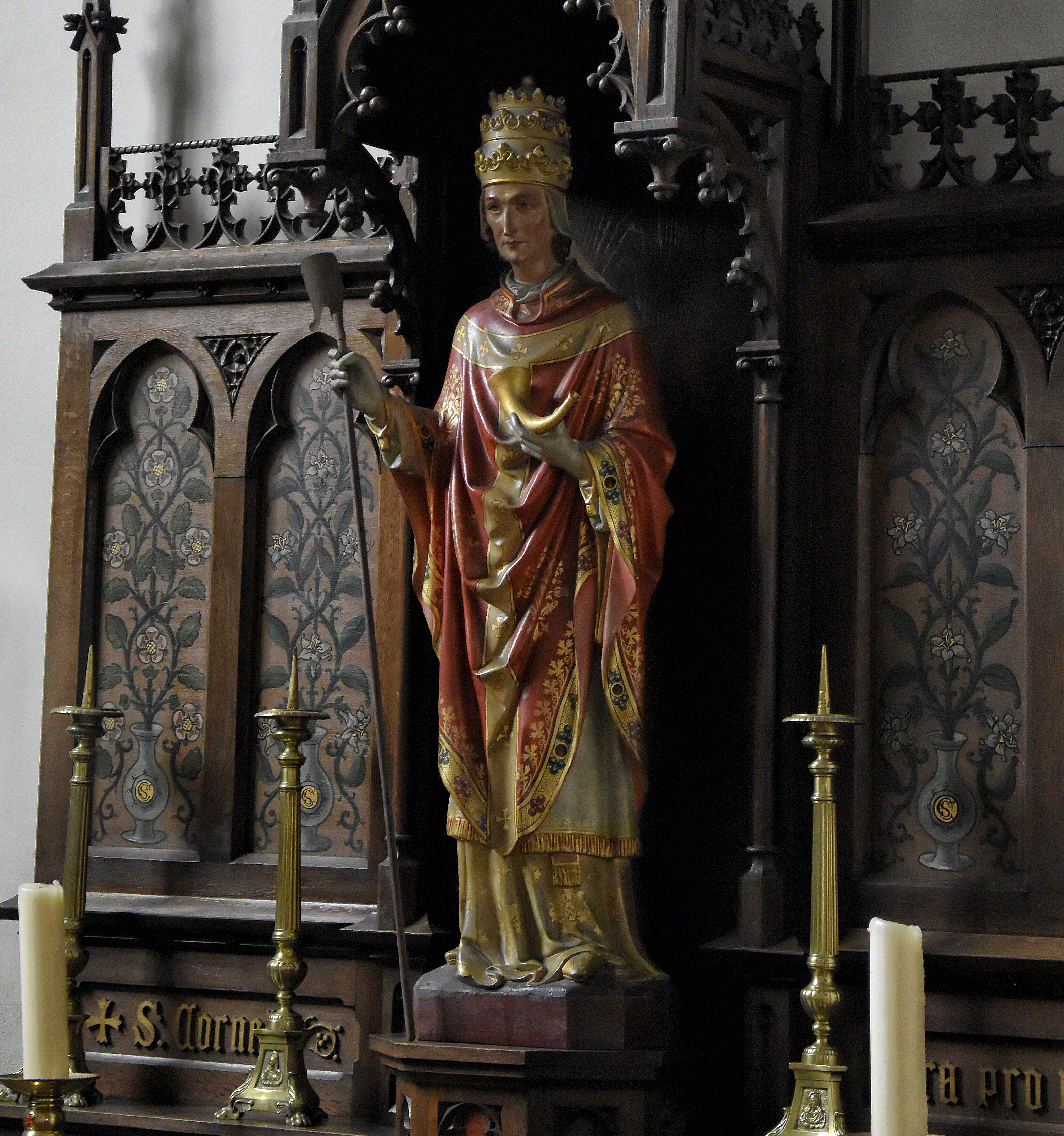
Heilige Cornelius in de noordelijke dwarsbeuk (neogotiek - 1912)